# Wim Lambooy
Willem Herman Johan Marie (Wim) Lambooy (Breda, 16 oktober 1909 – Doorwerth, 10 april 1979) was een Nederlands politicus en diplomaat.

## Persoonlijk
Lambooy werd geboren als zoon van Johan Marie Jacques Hubert Lambooy (1874-1942; docent KMA) en Christine Gerardine Thérèse Schüngel (1874-1962). Zijn vader was minister van Defensie en later van 1929 tot 1940 burgemeester van Hilversum.
Lambooy ging naar de HBS. Na zijn HBS-opleiding legde hij het staatsexamen af. Lambooy  ging naar de Universiteit van Amsterdam en behaalde daar zijn meester-titel. Na zijn studie ging hij als juridisch adviseur werken bij een notariskantoor in Hilversum.
Lambooy trouwde op 2 augustus 1939 met Adriana Wilhelmina (Aty) Helmer in Nijmegen, het huwelijk eindigde op 12 februari 1955 via een uitspraak van de rechtbank in een echtscheiding. Later huwde hij met Anna Verena Obrecht en toen zij in 2008 in Ontario overleed was hij al overleden. 
Zijn broer R.J.J. Lambooij en zwager K.L.J. Wouters waren eveneens burgemeester, ook waren Lambooy, zijn broer en zijn vader tegelijkertijd burgemeester van een Nederlandse gemeente.
Lambooy was sinds 1965 Officier in de orde van Oranje-Nassau. Ook kreeg hij een buitenlandse onderscheiding.

## Burgemeesterschap

### Burgemeester van Eijsden
In 1937 werd Lambooy benoemd tot burgemeester van Eijsden tot aan zijn ontslag in 1943 en van 1944 tot 1947.

#### Oorlogstijd (1940-1944)
Toen de Tweede Wereldoorlog uitbrak en de Duitsers een grootschalige inval met 140.000 manschappen begonnen in Zuid-Limburg en op 10 mei 1940 ook in Eijsden aan kwamen sloegen Lambooy, zijn vrouw, dienstmeid en een buurvrouw en buurmeisje op de vlucht naar een hotel in Valkenburg. Tijdens hun vlucht gingen ze naar het zwaar gehavende gemeentehuis waar Lambooy voor twee maanden aan salaris meenam. De volgende dag keerde hij terug naar het dorp, waar hij gebukt ging onder zware kritiek van dorpelingen en weer vertrok. In september 1941 werden alle burgemeesters, na hun aanvraag en kritiek zoals; geen verlengstuk van de NSB te willen zijn ontslagen door de Duitsers, behalve Lambooy. De Duitsers weigerde het ontslagverzoek van Lambooij. In 1943 werd hij alsnog ontslagen en vervangen door een NSB-burgemeester, kort na de bevrijding in 1944 werd hij opnieuw geïnstalleerd als burgemeester van Eijsden.

### Burgemeester van Lisse
Lambooy werd per 16 januari 1947 benoemd tot burgemeester van Lisse. Drie jaar later werd hem op eigen verzoek ontslag verleend. Lambooij was tot 18 april 1950 lid van de commissie van Toezicht op de Rijkstuinbouwschool die in Lisse gevestigd was. Als burgemeester van Lisse was hij mede initiatiefnemer van de jaarlijkse Keukenhof, waar hij ook voorzitter van was. In 1950 werd hem het ere-voorzitterschap aangeboden door het stichtingsbestuur.

## Verdere carrière en pensioen
Later werd Lambooy Nederlands consul-generaal in Chicago. Met ingang op 16 november 1974 werd hem op eigen verzoek ontslag verleend en ging hij met pensioen. Op 10 april 1979 overleed Lambooy in Doorwerth.